# Inseln unter dem Winde (Antillen)

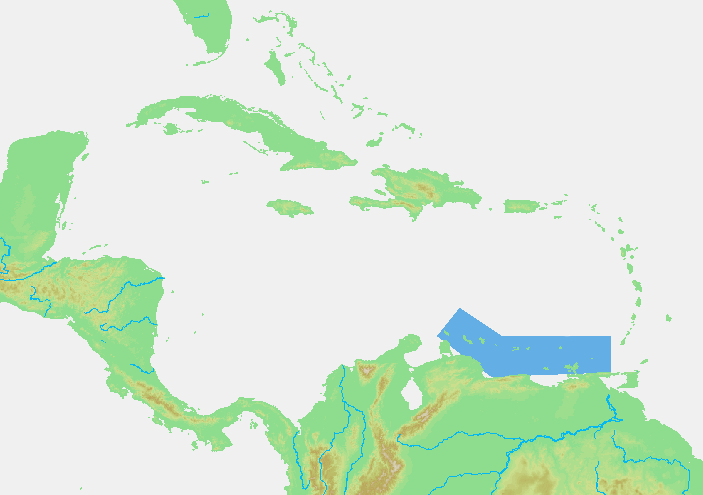
Kartenausschnitt der Karibik; die Inseln unter dem Winde sind blau hinterlegt

Die Inseln unter dem Winde (niederländisch Benedenwindse Eilanden, spanisch Islas de Sotavento, englisch Leeward Antilles) sind eine Inselgruppe vor der Nordküste Südamerikas in der Karibik und der südliche Teil der Kleinen Antillen. Sie liegen nicht unter dem Einfluss des Nordost-Passats wie die Inseln über dem Winde und weisen daher ein weitaus trockeneres Klima auf. Die englische Sprache bezeichnet die Inseln als „Leeward Antilles“, im Gegensatz zu den „Leeward Islands“ und „Windward Islands“, die Teil der Inseln über dem Winde sind.
Die Inseln umfassen eine Fläche von rund 2.400 km², die meisten der rund 670.000 Einwohner leben auf Aruba, Curaçao und Margarita.
Die Inseln Margarita, Cubagua und Coche bilden den venezolanischen Bundesstaat Nueva Esparta. Die so genannten „ABC-Inseln“ (Aruba, Bonaire und Curaçao) gehören zum Königreich der Niederlande. Die übrigen Inseln gehören mit der Aves-Insel zu den rund 600 Inseln der Dependencias Federales („Abhängige Bundesgebiete“) Venezuelas.

## Die einzelnen Inseln und Inselgruppen
| Name                      | Koordinaten          | Politische Zugehörigkeit                       |
| ------------------------- | -------------------- | ---------------------------------------------- |
| Archipiélago Los Monjes   | 12° 21′ N, 70° 55′ W | Dependencias Federales, Venezuela              |
| Aruba                     | 12° 30′ N, 69° 58′ W | Land innerhalb des Königreichs der Niederlande |
| Curaçao                   | 12° 11′ N, 68° 59′ W | Land innerhalb des Königreichs der Niederlande |
| Klein Curaçao             | 12° 0′ N, 68° 39′ W  | Teil Curaçaos                                  |
| Bonaire                   | 12° 11′ N, 68° 16′ W | Besondere Gemeinde der Niederlande             |
| Klein Bonaire             | 12° 9′ N, 68° 19′ W  | Teil Bonaires                                  |
| Islas Las Aves            | 12° 0′ N, 67° 34′ W  | Dependencias Federales, Venezuela              |
| Archipiélago Los Roques   | 11° 51′ N, 66° 45′ W | Dependencias Federales, Venezuela              |
| Isla La Orchila           | 11° 48′ N, 66° 8′ W  | Dependencias Federales, Venezuela              |
| Isla La Tortuga           | 10° 56′ N, 65° 18′ W | Dependencias Federales, Venezuela              |
| Isla La Blanquilla        | 11° 51′ N, 64° 36′ W | Dependencias Federales, Venezuela              |
| Archipiélago Los Hermanos | 11° 46′ N, 64° 25′ W | Dependencias Federales                         |
| Isla Margarita            | 11° 1′ N, 63° 55′ W  | Nueva Esparta, Venezuela                       |
| Cubagua                   | 10° 50′ N, 64° 10′ W | Nueva Esparta, Venezuela                       |
| Isla de Coche             | 10° 47′ N, 63° 56′ W | Nueva Esparta, Venezuela                       |
| Archipiélago Los Frailes  | 11° 13′ N, 63° 45′ W | Dependencias Federales, Venezuela              |
| Isla La Sola              | 11° 19′ N, 63° 30′ W | Dependencias Federales, Venezuela              |
| Archipiélago Los Testigos | 11° 23′ N, 63° 7′ W  | Dependencias Federales, Venezuela              |